# فابريس بيلارد
فابريس بيلارد (بالفرنسية: Fabrice Bellard)‏ هو مبرمج حاسوب فرنسي، ولد في عام 1972, اشتغل في حساب العدد ط.